# Committee for a Constructive Tomorrow
Das Committee for a Constructive Tomorrow (kurz CFACT oder CfaCT; auf Deutsch Komitee für ein konstruktives Morgen) ist eine US-amerikanische Lobbyorganisation, die mit dem CfaCT Europe eine 2004 gegründete Tochterorganisation in Europa mit Sitz in Jena (Thüringen, Deutschland) hat.
CFACT ist einer der Akteure der organisierten Klimaleugnerszene, die sowohl die menschengemachte globale Erwärmung als auch die Folgen der globalen Erwärmung öffentlich leugnet und in ihrer Lobbyarbeit unter anderem von der Erdölindustrie finanziell unterstützt wird. Recherchen des Institute for Strategic Dialogue kamen auch zum Ergebnis, dass Versuche, die Umweltbewegung mit Denunziation zu überziehen oder verächtlich zu machen fast immer mit Organisationen wie CFACT oder dem Heartland Institute in Verbindung gebracht werden können, deren Ziel es ist, das Vertrauen in die Klimaforschung zu zerstören.

## Selbstverständnis
Nach eigenen Angaben bemüht sich das Komitee, marktwirtschaftliche Lösungen für ökologische Probleme zu entwickeln. Es erklärt sich wegen seiner wirtschaftsliberalen Methodik zu einer Alternative zu Greenpeace.
Das CfaCT hat seinen Sitz in Washington, D.C. und ist eine private Non-Profit-Organisation nach US-amerikanischem Recht. Nach seiner Steuererklärung hat das CfaCT einen spendenbasierten Umsatz von etwa 2,5 Millionen US-Dollar pro Jahr, der ganz auf private Spenden zurückgeht. Das CfaCT hat erklärt, nie staatliches Geld genommen zu haben. Die Covid-19 und Klimaänderung leugnende Website Climate Depot gehört zu CfaCT und wird von dem rechtsorientierten Publizisten Marc Morano betrieben.

## Kritik an Geldquellen
Das CfaCT wird von Umweltschützern kritisiert, von Spenden US-amerikanischer Lobbygruppen und Denkfabriken finanziert zu werden und beispielsweise von ehemaligen Mitarbeitern der Kohleindustrie in Beiräten vertreten zu werden. Von 1998 bis 2007 erhielt das CfaCT insgesamt etwa 600.000 US-Dollar von dem Erdölunternehmen ExxonMobil. 2010 erhielt das CfaCT etwa 1,28 Millionen US-Dollar, etwa 45 % seines Budgets, vom Donors Trust, einer Organisation, die Spenden, beispielsweise Gelder von einer mit Koch Industries verbundenen Stiftung, anonymisiert an Organisationen weitergibt.

## CFACT Europe und EIKE
Das CFACT Europe ist ein eingetragener Verein mit Sitz in Jena.  Der Vorsitzende dieses von Holger Thuß gegründeten Vereins ist Günther Fehlinger. Holger Thuß ist der Vorsitzende des Vereins Europäisches Institut für Klima und Energie (EIKE), der den menschengemachten Klimawandel bestreitet. Beide Vereine teilten sich dieselbe Postfachanschrift. Laut einem Bericht des Guardian erhielt CFACT Europe finanzielle Unterstützung von der US-amerikanischen Organisation. Darüber hinaus gibt es personelle Überschneidungen bei Veranstaltungen.